# Урьянгато (муниципалитет)
Урьянгато (исп. Uriangato) — муниципалитет в Мексике, штат Гуанахуато, с административным центром в одноимённом городе. Численность населения, по данным переписи 2010 года, составила 59 305 человек.

## Общие сведения
Название Uriangato с языка тараско можно перевести как — где восходит солнце.
Площадь муниципалитета равна 116 км², что составляет 0,38 % от общей площади штата, а наивысшая точка расположена в поселении Лагунилья-дель-Энсиналь и равна 2256 метрам.
Он граничит с другими муниципалитетами штата Гуанахуато: на севере и востоке с Юририей, на западе с Моролеоном, а также на юге граничит с другим штатом Мексики — Мичоаканом.

## Учреждение и состав
Муниципалитет был образован в 1861 году, в его состав входит 36 населённых пунктов, самые крупные из которых:
| Код INEGI | Населённый пункт                                                                | Численность населения (2005 год) | Численность населения (2010 год) |
| --------- | ------------------------------------------------------------------------------- | -------------------------------- | -------------------------------- |
| 041       | Всего                                                                           | 53077                            | 59305                            |
| 0001      | Урьянгато (исп. Uriangato) (административный центр)                             | 46586                            | 51382                            |
| 0011      | Эль-Деррамадеро (исп. El Derramadero) 20°04′51″ с. ш. 101°07′43″ з. д.          | 874                              | 919                              |
| 0023      | Сан-Хосе-Куаракурио (исп. San José Cuaracurio) 20°06′01″ с. ш. 101°09′33″ з. д. | 680                              | 862                              |
| 0055      | Лас-Мисьонес (исп. Las Misiones) 20°09′39″ с. ш. 101°10′12″ з. д.               | 653                              | 728                              |
| 0033      | Колония-Хуарес (исп. Colonia Juárez) 20°08′40″ с. ш. 101°08′52″ з. д.           | 518                              | 690                              |
| 0010      | Эль-Чарко (исп. El Charco) 20°08′49″ с. ш. 101°07′35″ з. д.                     | 559                              | 611                              |
| 0020      | Ла-Преса (исп. La Presa (Presa de Huahuemba)) 20°10′45″ с. ш. 101°11′05″ з. д.  | 446                              | 482                              |
| 0005      | Эль-Серро (исп. El Cerro) 20°02′26″ с. ш. 101°12′09″ з. д.                      | 455                              | 450                              |

## Экономика
По статистическим данным 2000 года, работоспособное население занято по секторам экономики в следующих пропорциях: сельское хозяйство, скотоводство и рыбная ловля — 7,6 %, промышленность и строительство — 44,3 %, сфера обслуживания и туризма — 46,3 %, прочее — 1,8 %.

## Инфраструктура
По статистическим данным 2010 года, инфраструктура развита следующим образом:
- электрификация: 99,2 %;
- водоснабжение: 98,6 %;
- водоотведение: 95,9 %.

## Фотографии

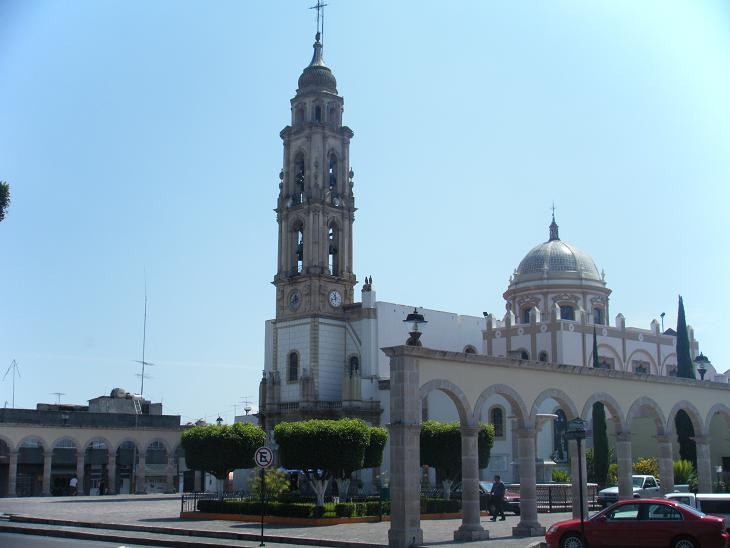
Церковь в городе Урьянгато
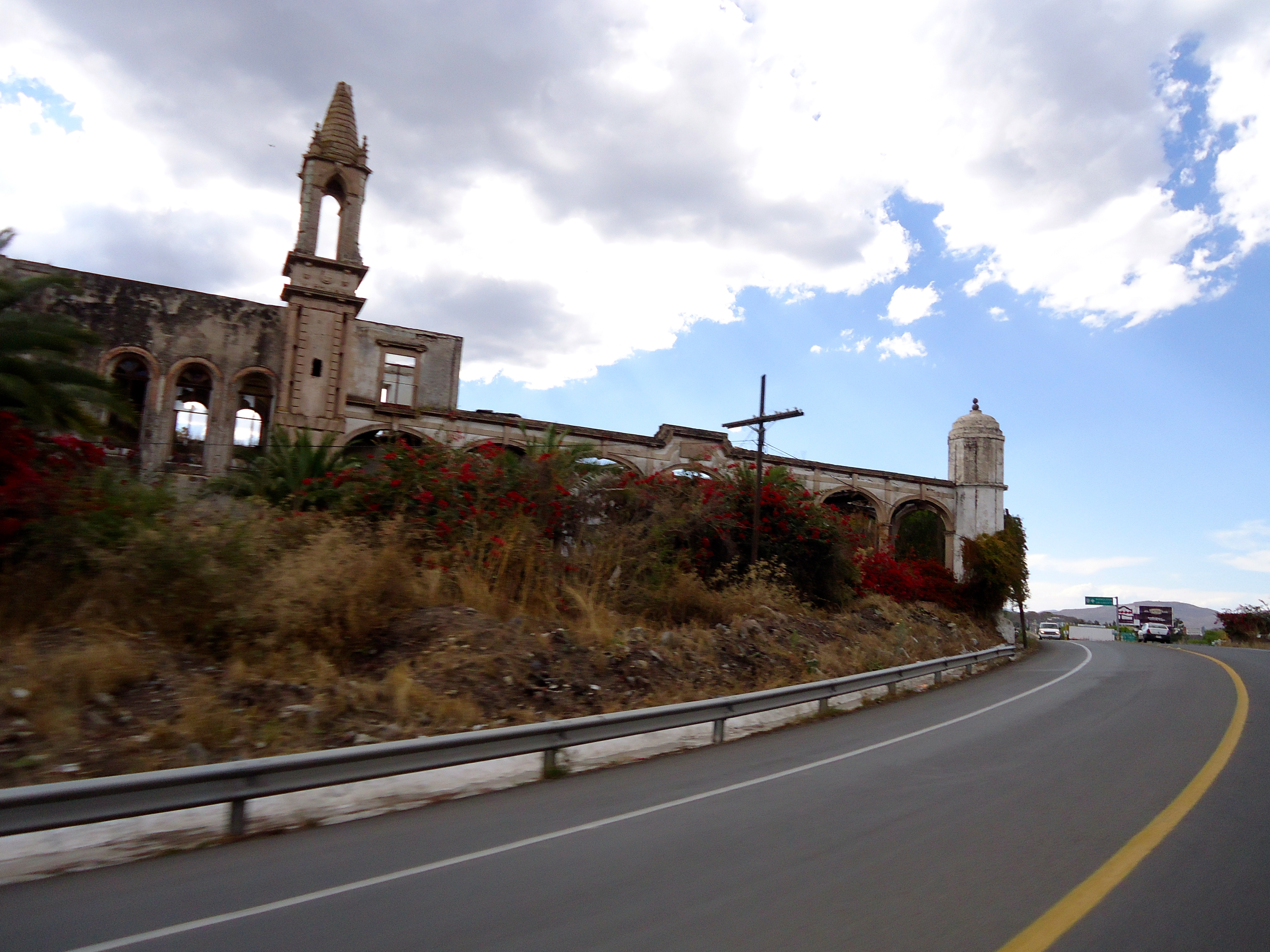
Сан-Хосе-Куаракурио
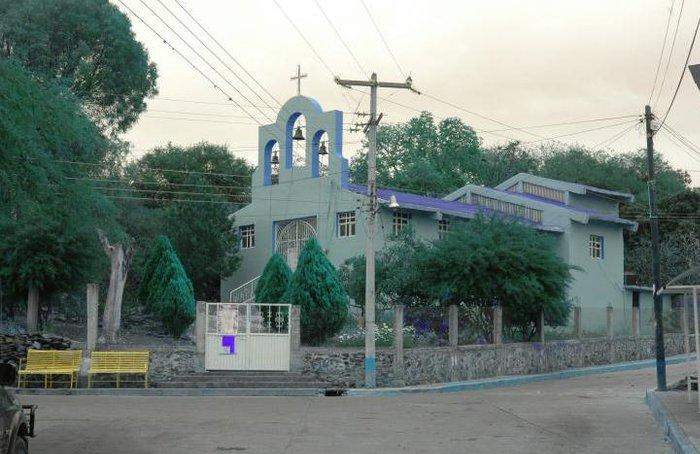
Церковь в Эль-Чарко